# Karl Emil Berg
Karl Emil Berg, född 16 september 1869 i Villmanstrand, död 22 juni 1921 i Helsingfors (självmord), var en finländsk militär.
Berg genomgick Finska kadettkåren, blev officer vid infanteriet 1892 och inträdde vid Pavlovska gardet. Han genomgick ryska generalstabsakademien, till vilken han 1899 som kapten kommenderades. Efter Sveaborgsrevolten med åtföljande arbetaroroligheter i Helsingfors 1906 utnämndes han till polismästare där och återinförde inom poliskåren den ordning den hade ägt haft innan Nikolaj Bobrikovs tid. På grund av svårigheten att samarbeta med generalguvernören Franz Albert Seyn avgick Berg 1911 samt tog anställning som sekreterare vid Turistföreningen och föreståndare för dess byrå. Han hade blivit överste 1908, mobiliserades 1914 och var stabschef vid olika landstormsformationer innan han 1917 blev biträdande chef för generalguvernörens kansli. 
Berg deltog i finska inbördeskriget, blev generalmajor 1918 samt var efter kriget chef för överbefälhavarens stab. Han var krigsminister augusti 1919 till mars 1920 och utnämndes 1920 till chef för arméns stab. I juni 1921 vägrade den allmänt uppburne överbefälhavaren för landets skyddskårer överste Didrik von Essen att avskeda en skyddskårschef men avskedades då i stället själv, varvid Berg förordnades att efterträda von Essen. Härigenom drevs konflikten till sin spets och Berg, som personligen åtnjöt allmän aktning, anhöll på grund av oviljan inom skyddskåren om att förordnandet skulle återkallas. Då detta ej skedde, tog han sitt liv. 